# کاخ مرمر (کلکته)

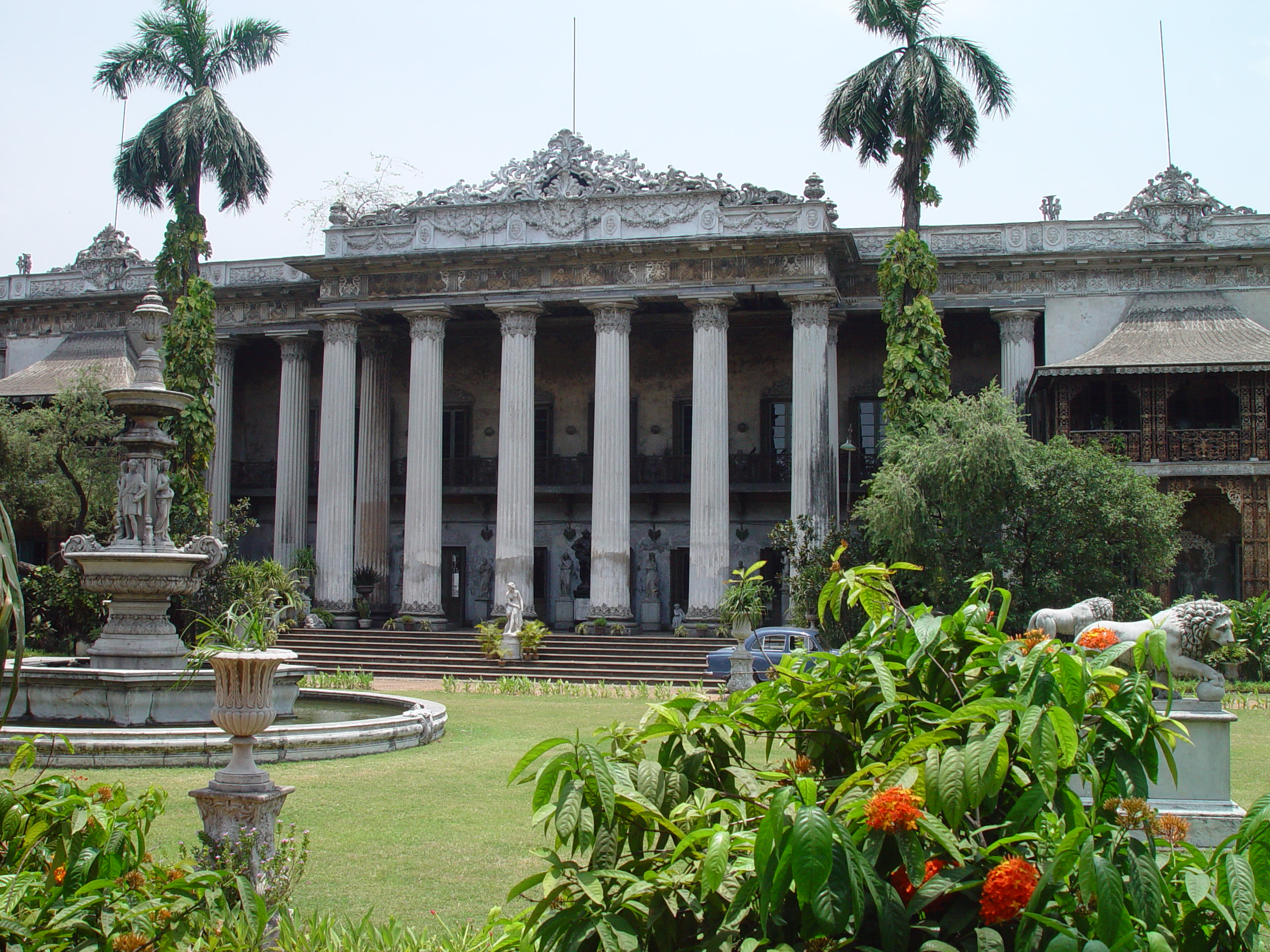
کارخ مرمر کلکته

کاخ مرمر (انگلیسی: Marble Palace) عمارتی مجلل مربوط به سده نوزدهم میلادی در شمال کلکته است. این عمارت، یکی از زیباترین خانه‌ها و محفوظ‌مانده‌ترین بناهای سده نوزدهم کلکته است. عمارت، به خاطر کف و دیوارهای مرمرین‌اش، کاخ مرمر خوانده می‌شود.